# Svínoy
Svínoy (in danese Svinø) è un'isola situata nella parte nord-orientale dell'arcipelago delle Isole Fær Øer, a est rispetto all'isola di Borðoy e a ovest di Fugloy. L'isola prende il nome dal norvegese antico Svíney, che significa "isola dei maiali". Il nome è curiosamente simile all'isola Swona, nelle Orcadi.
Nell'isola è presente una sola località abitata, Svínoy, dove vivono tutti i 29 abitanti (al 2016) dell'isola; nel 2002 erano 73. L'isola ha costituito un comune autonomo fino al 1º gennaio 2009, quando è stato incorporato nel comune di Klaksvík.

## Orografia
La costa è scoscesa con molte scogliere, incluso il precipizio di Eysturhøvdi alto 345 m nella parte settentrionale dell'isola.
Sette rilievi collinari sono presenti nell'isola di Svínoy:
| #  | Nome             | Altezza |
| -- | ---------------- | ------- |
| 1. | Havnartindur     | 586 m   |
| 2. | Keldufjall       | 463 m   |
| 2. | Knúkur (vestari) | 463 m   |
| 4. | Knúkur           | 460 m   |
| 5. | Múlin            | 443 m   |
| 6. | Middagur         | 422 m   |
| 7. | Eysturhøvdi      | 344 m   |

## Storia
- 975 Il capo vichingo Svínoyar-Bjarni è menzionato nella Færeyinga Saga. Si ritiene che sia sepolto nella chiesa di Svinoy, dove è presente una sua lapide.
- 1583 Jacob Eudensen di Svinoy è condannato a morte per eresia.
- 1690 Gli abitanti di Svinoy protestano presso il parlamento delle isole Fær Øer, poiché non vengono avvisati da Hvannasund quando avviene la macellazione delle balene, in modo da poter partecipare.
- 1720 Si narra di una battaglia tra navi pirata a nord di Svinoy.

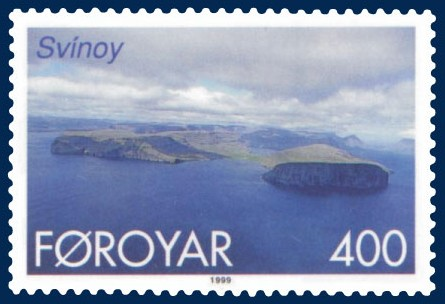
Francobollo FR 350 delle Poste delle isole Fær Øer, emesso il 25 maggio 1999